# شین کانازاوا
شین کانازاوا (انگلیسی: Shin Kanazawa؛ زادهٔ ۹ سپتامبر ۱۹۸۳) بازیکن فوتبال اهل ژاپن است.
از باشگاه‌هایی که در آن بازی کرده‌است می‌توان به باشگاه فوتبال توکیو وردی اشاره کرد.